# Европски систем путних информација и ауторизације
Европски систем путних информација и ауторизација (ЕТИАС) је планирани систем електронске ауторизације Европске уније за посетиоце без визе који путују у шенгенски простор (укључујући земље ЕФТА), као и на Кипар. Планирано је да ЕТИАС кошта 7 € за период важења од 3 године или до истека пасоша, шта год буде раније. Планирано је да ЕТИАС ступи на снагу до маја 2025. године са планираним шестомесечним прелазним периодом.
Према Европској комисији, планирано је да се имплементира „за идентификацију безбедносних, нерегуларних миграција или високог ризика од епидемије које представљају посетиоци без визе“. То није виза, и не гарантује улазак. Као допуна ЕТИАС-у, систем уласка/изласка требало је да се примени од 10. новембра 2024. (али је сада одложен на неодређени датум), чиме се укида употреба физичких печата у пасошу и након тога електронски региструју гранични прелази путника.
ЕТИАС је први пут предложен 2016. и формално је успостављен Уредбом (ЕУ) 2018/1240 Европског парламента и Европског савета од 12. септембра 2018. Због различитих разлога, укључујући потешкоће у интеграцији националних система различитих држава чланица у централну базу података, датум имплементације је више пута одлаган од јануара 2021.
ЕТИАС је сличан другим системима електронских путних овлашћења, као што су електронски систем за ауторизацију путовања у Сједињеним Државама (ЕСТА)  и електронско одобрење путовања (ЕТА) у Уједињеном Краљевству.

## Применљиве националности
ЕТИАС је неопходан за улазак копном, ваздухом и морем у 30 европских земаља, укључујући 29 држава чланица Шенгенског простора, као и на Кипар. Ирска, која је део Заједничког подручја путовања, једина је држава чланица Европске уније која наставља да има сопствену визну политику и не планира да се придружи шенгенском простору или да захтева ЕТИАС.
Посетиоцима који имају двојно држављанство земље ЕУ или Шенгена и земље без визе (на пример, Италија и Канада) неће бити потребна ЕТИАС путна дозвола ако поседују путну исправу из ЕУ или земље Шенгена.
Од уласка у употребу, ЕТИАС ће бити захтеван од држављана трећих земаља без визе осим Андоре, Монака, Сан Марина и Ватикана.
Међутим, ЕТИАС неће бити потребан од носилаца виза, боравишних дозвола, дозвола за локални погранични саобраћај; чланови породица држављана ЕУ/Шенген који имају боравишну карту; избегличке путне исправе или путне исправе без држављанства издате од стране ЕУ или земље Шенгена. Ослобођени су и носиоци дипломатских или службених пасоша и аеродромски транзитни путници.

Носиоци обичних пасоша следећих земаља и територија, без путне исправе из земље ЕУ или Шенгена, испуњавали би критеријуме ЕТИАС:
- Albania
- Antigua and Barbuda
- Argentina
- Australia
- Bahamas
- Barbados
- Bosnia and Herzegovina
- Brazil
- Brunei
- Canada
- Chile
- Colombia
- Costa Rica
- Dominica
- El Salvador
- Georgia
- Grenada
- Guatemala
- Honduras
- Hong Kong
- Israel
- Japan
- Kiribati
- Macau
- Malaysia
- Marshall Islands
- Mauritius
- Mexico
- Micronesia
- Moldova
- Montenegro
- New Zealand
- Nicaragua
- North Macedonia
- Palau
- Panama
- Paraguay
- Peru
- Saint Kitts and Nevis
- Saint Lucia
- Saint Vincent and the Grenadines
- Samoa
- Serbia
- Seychelles
- Singapore
- Solomon Islands
- South Korea
- Taiwan
- Timor Leste
- Tonga
- Trinidad and Tobago
- Tuvalu
- Ukraine
- United Arab Emirates
- United Kingdom
- United States
- Uruguay
- Venezuela

## Процес пријаве
Посетиоци ће морати да попуне онлајн апликацију и плате накнаду од 7 евра. Такса се ослобађа за особе млађе од 18 и старије од 70 година. Процењује се да ће 1,4 милијарде људи морати да се пријави. Очекује се да ће систем огромну већину пријава обрадити аутоматски претраживањем у електронским базама података и пружањем тренутног одговора, али у неким ограниченим случајевима може потрајати и до 30 дана. Ако се одобри, овлашћење ће важити три године или до истека путне исправе, у зависности од тога шта је раније.